# Église Saint-François-d'Assise de Pamplemousses
L'église Saint-François-d'Assise est une église catholique située à l'île Maurice dans l'Océan Indien. Elle dépend du diocèse de Port-Louis. C'est la troisième église historique de l'île. Elle est consacrée à saint François d'Assise. Elle a été classée au titre du patrimoine national en 1998.

## Description
C'est en 1743 qu'est érigée la paroisse Saint-François de Pamplemousses, dans ce qui est alors l'Île de France. Elle se trouve à Pamplemousses, en face de l'entrée principale du jardin de Pamplemousses, entre l'école et le cimetière de Pamplemousses. Mahé de La Bourdonnais donne l'autorisation de faire bâtir une église « en dur ». L'église actuelle est terminée en 1756 et bâtie en pierres volcaniques de couleur noire, abritée derrière des grilles. Elle est dédiée à saint François, saint patron du gouverneur de l'île qui avait exercé cette charge de 1735 à 1746 et qui ne la vit pas terminée.
Le portail de l'église est surmonté d'un haut clocher et le plafond intérieur est en forme de vaisseau renversé avec poutres apparentes.
On remarque devant l'église un buste de Mahé de La Bourdonnais et un petit groupe sculpté de Paul et Virginie. Derrière l'église se dressent une grande croix datant de 1926 et une statue de la Sainte Vierge.
Le futur cardinal Maurice Piat y a servi au début des années 1980.

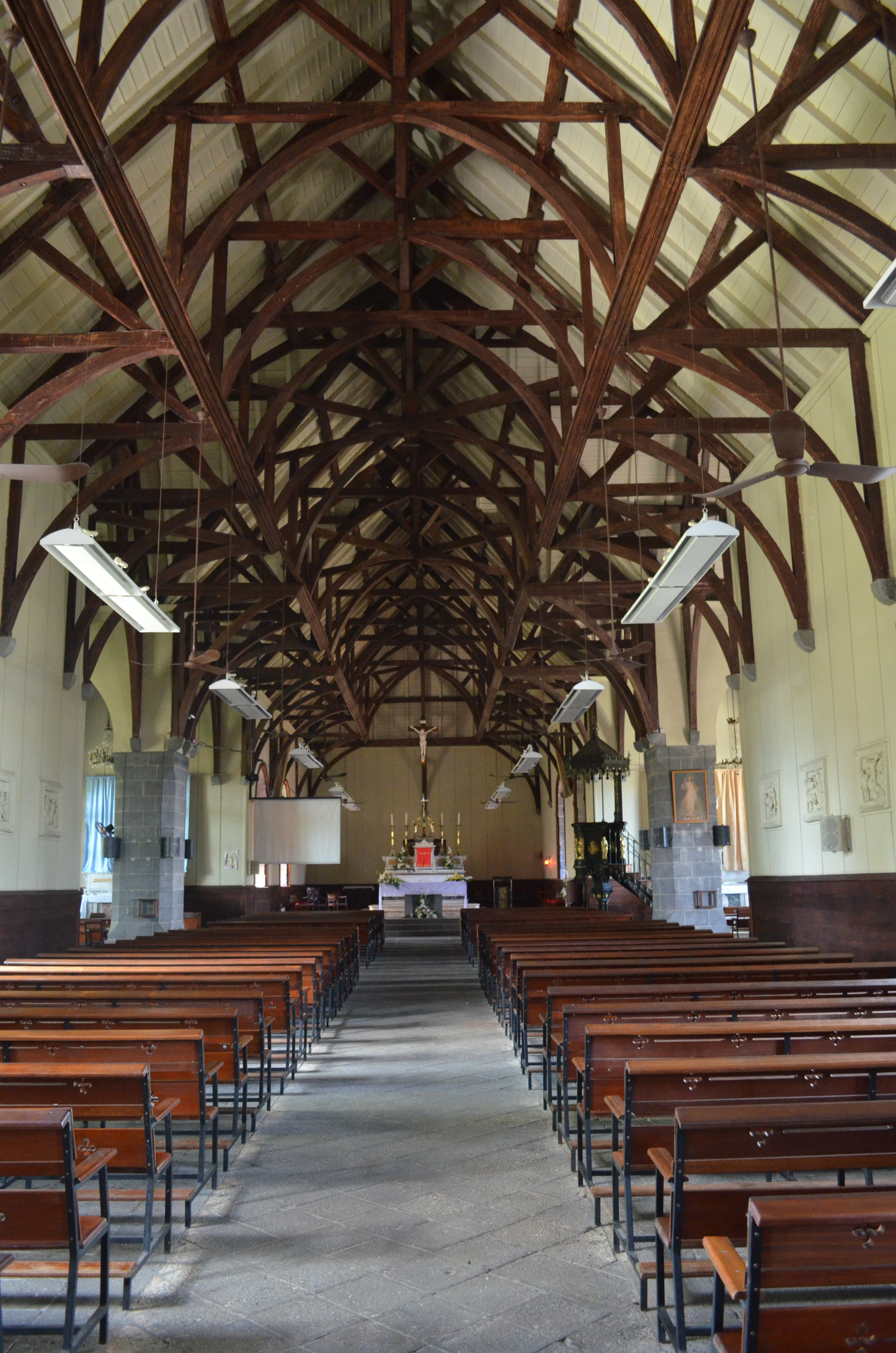
Intérieur de l'église.
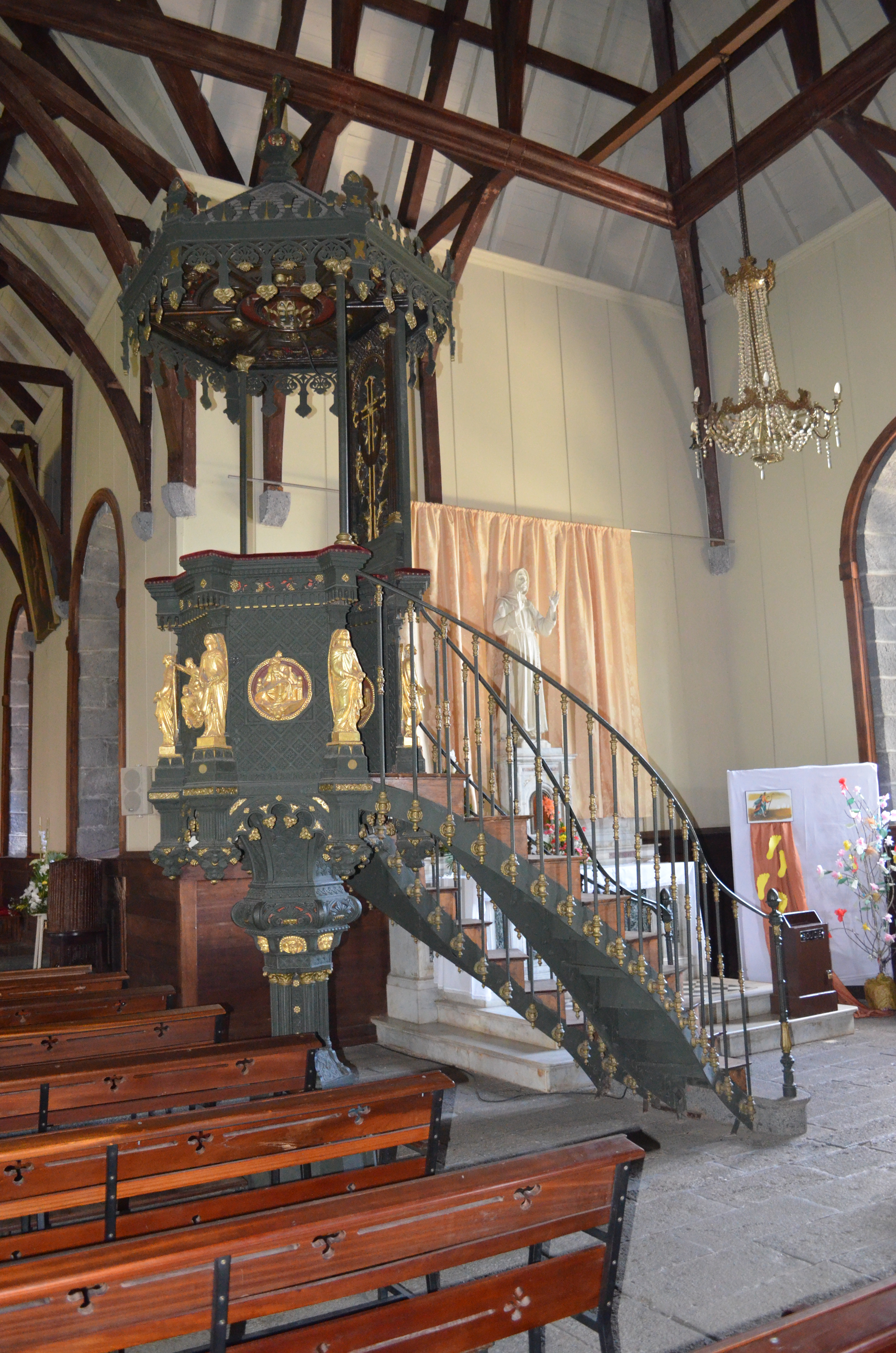
Chaire remarquable.

### Presbytère

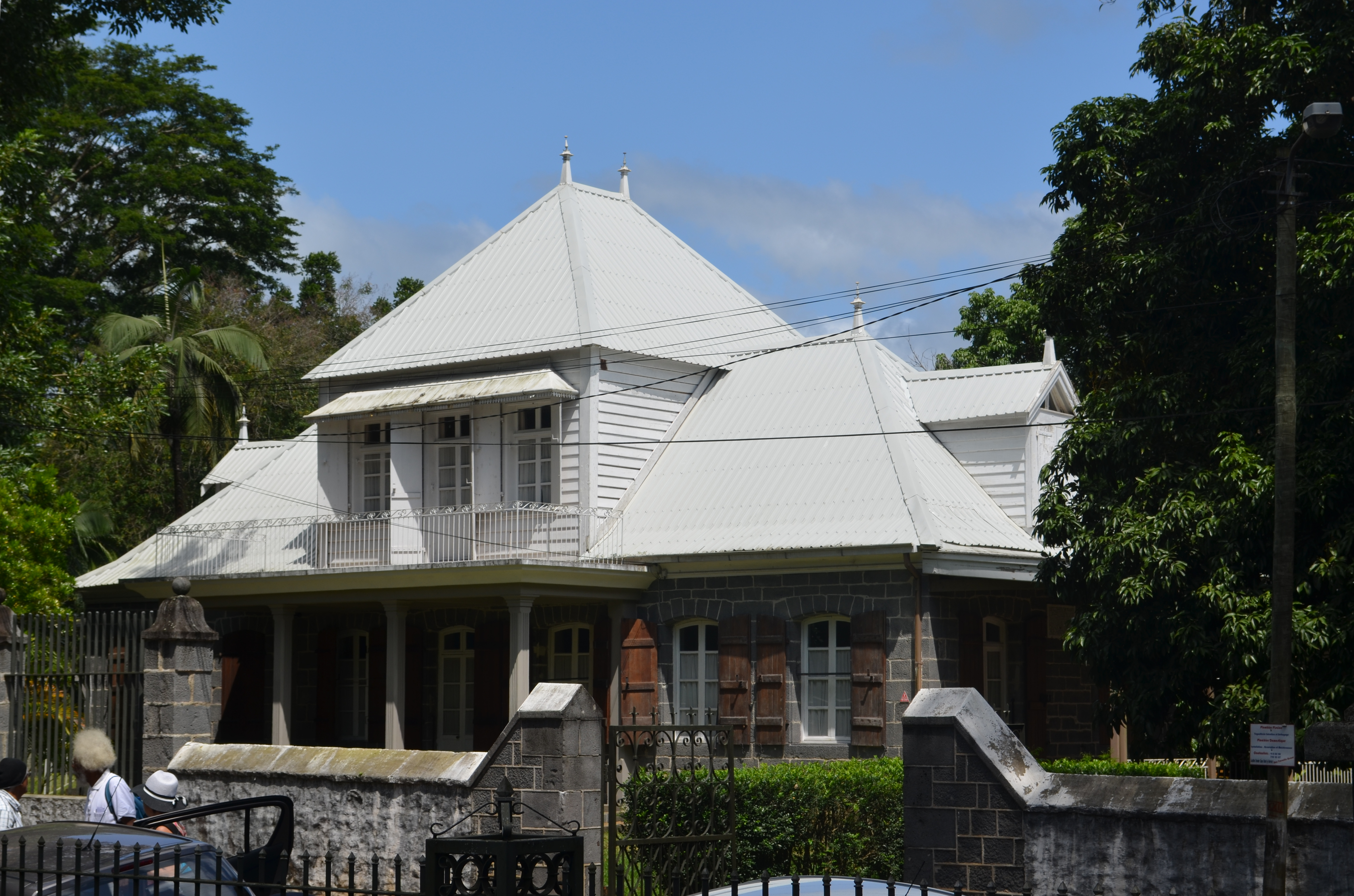
Vue du presbytère actuel.

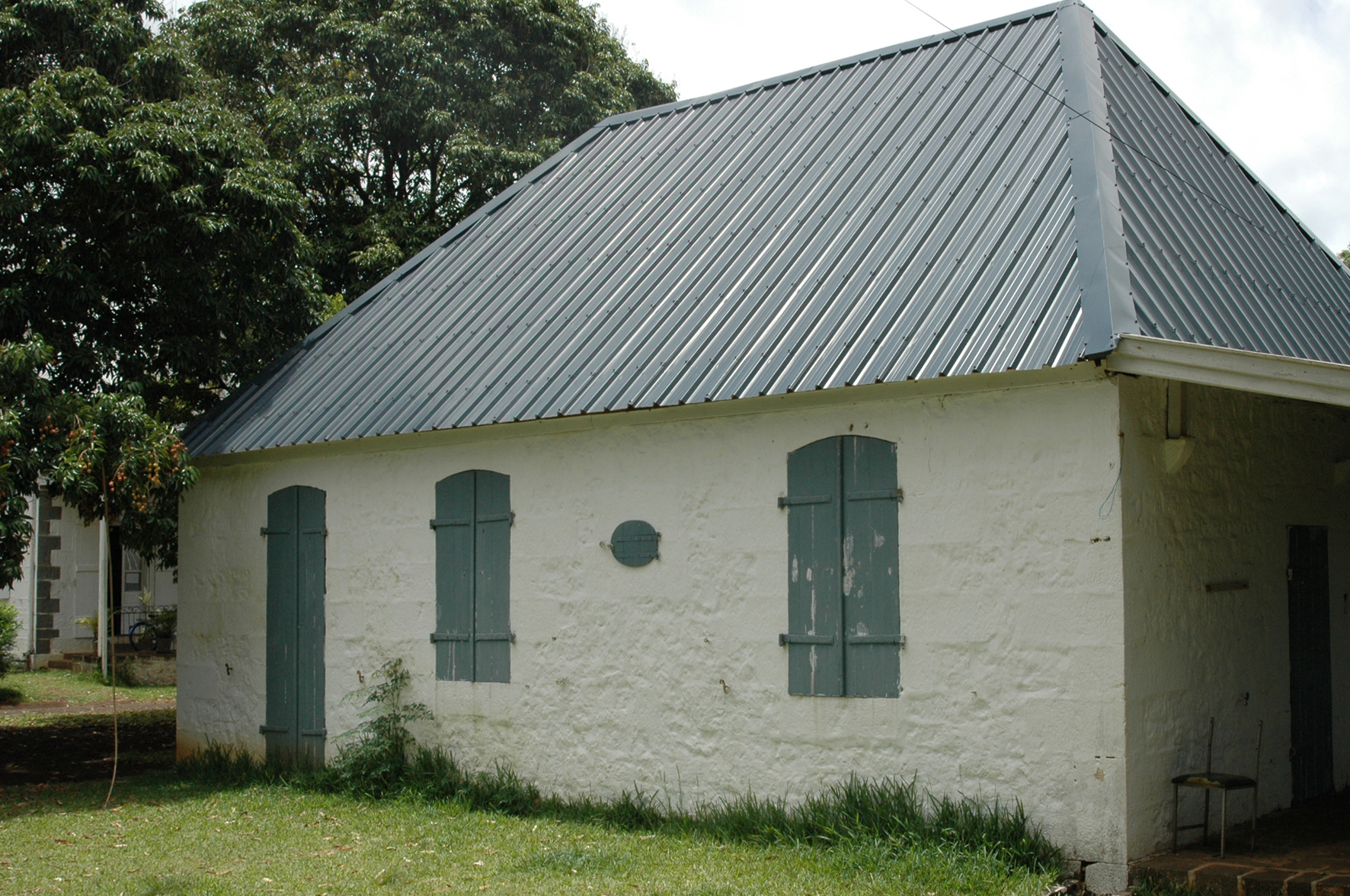
L'ancien presbytère.

L'ancien presbytère, de style colonial, également inscrit au patrimoine national, est bâti en pierres volcaniques et l'étage l'est en bois avec une toiture en zinc. Il a été construit par la Compagnie française des Indes orientales en 1742. Il servait aussi de chapelle pendant la construction de l'église.
Dans cette église fut célébrée le mariage de Jean-Francois Roger négociant Lorientais à la Compagnie des Indes Orientales, député royaliste, secrétaire de l’assemblée nationale en exile, signataires de la lettre d’allégeance à Louis XVIII à mademoiselle Suzanne Gautier, filles de l’armateur Gautier de Lorient. Le témoin du mariage est Pierre Bernadin de Saint Pierre